# Ведьмак 3: Дикая Охота — Каменные сердца
Ведьмак 3: Дикая Охота — Каменные сердца — первое глобальное дополнение к ролевой игре Ведьмак 3: Дикая Охота. Оно было разработано польской студией CD Projekt RED и выпущено 13 октября 2015 года на платформах Windows, PlayStation 4 и Xbox One.

## Игровой процесс
Действие аддона все так же происходит на карте мира оригинальной игры. Однако, в игру добавлены новые квесты, а также монстры и противники, которые рассчитаны на высокие уровни прокачки героя.
Помимо новых заданий и врагов разработчики ввели в игру рунных дел мастера и торговца, которые прибыли из далёкого Офира. У торговца можно покупать новые товары, а мастер рун может зачаровать оружие и доспехи, у которых имеются три слота для рун и глифов. В эти слоты вкладывается определённое рунное или глифическое слово, которое наделяет снаряжение ведьмака новыми возможностями. Всего насчитывается 23 разновидностей слов.

## Сюжет
История начинается рядом с корчмой «Семь котов». Один человек только что разместил заказ на убийство некого чудовища. На вопрос Геральта по поводу работы человек посоветовал обратиться к Ольгерду фон Эвереку, который на данный момент находится в имении Гарин.
Прибыв в имение Геральт видит, что его заняла гулящая группа людей, называющих себя вольной реданской компанией «Кабаны». Их атаман, Ольгерд фон Эверек, сообщает ведьмаку необходимые сведения о чудовище. По слухам, в каналах под Оксенфуртом обитает чудовище, которое успело погубить уже множество жизней. И единственный интерес фон Эверика заключается в том, что тварь убила его кухарку, которая как никто другой умела готовить дичь. Её, как и других девушек, в каналы заставила спуститься легенда об обитающем там прекрасном принце, который был превращён в жабу. Ольгерд и Геральт сговариваются по поводу суммы, после чего ведьмак принимает заказ.
После того как Геральт спускается в каналы, он обнаруживает убитых солдат и свою давнюю подругу — медичку Шани. Шани сообщает Геральту, что чудовище отравляет воду в колодцах, а ей было поручено найти образцы яда из отравленной воды для изготовления противоядия, а также, что погибшие солдаты были её сопровождением. Когда Геральт помогает Шани раздобыть образцы яда и они вместе находят логово чудовища, он велит ей уходить обратно на поверхность, а сам готовит приманку для монстра. Вскоре тварь показывается — это и в самом деле жаба, только гигантских размеров и плюющаяся ядом. Ведьмак с трудом убивает бестию, но и сам получает дозу яда, от которого падает без чувств. Перед потерей сознания Геральт успевает заметить, как жаба превратилась в человека, а его окружили вооружённые люди в незнакомых одеяниях.
Белый Волк приходит в себя уже в непонятном месте за решёткой. Соседствующий с ним узник сообщает, что они находятся на корабле «Факбархийль» и плывут в Офир. К большому сожалению, ведьмак убил не обычного монстра, а самого настоящего офирского принца, за которым король отправил своих воинов и чародея. Не справившись с заданием, офирцы решили привезти королю убийцу его сына. Товарищ Геральта по несчастью, который сопровождал офирцев и, по их мнению, замешанный в убийстве, помогает завязать разговор со стражниками. Не сумев объяснить о возникшем недоразумении своим тюремщикам, Геральт уже было отчаялся выбраться, как вдруг из темноты появляется человек. Это не кто иной, как Гюнтер о`Дим, он же Господин Зеркало и Стеклянный человек. В первый раз Геральт встречает его в корчме в Белом Саду во время поисков Йеннифер. О`Дим готов помочь старому знакомому избежать незавидной участи, но только взамен на ответную услугу. Не имея иного выбора, Геральт соглашается. Господин Зеркало назначает встречу с ведьмаком в полночь у деревни Янтры. После Гюнтер выжигает на лице Геральта знак, как напоминание о заключённом договоре. Когда Стеклянный человек удаляется, начинается шторм и корабль терпит крушение. Придя в себя после крушения Геральт первым делом видит отрубленную голову своего сокамерника на поясе офирского воина. Освободившись от пут ведьмак расправляется с офирцами и возвращает свои вещи, после чего отправляется в деревню Янтра.
Как и было оговорено, Геральт встречается с Гюнтером о`Димом в назначенном месте и в назначенное время. Господин Зеркало рассказывает историю о подлеце с каменным сердцем, которым навредил и ему, и Геральту. Зовут этого человека Ольгерд фон Эверек. По словам о`Дима Ольгерд знал о принце-жабе намеренно отправил ведьмака его убить. Но это не самое главное. Суть дела в том, что когда-то давно Ольгерд заключил договор с Господином Зеркало. Но теперь, когда время пришло, фон Эверек не хочет отдавать свой долг. И именно здесь нужен Геральт. По контракту, прежде чем Гюнтер придёт за долгом, должны быть выполнены три желания Ольгерда. Сам Господин Зеркало не может быть их исполнителем, а лишь консультантом. Взамен на помощь в исполнении желаний Ольгерда о`Дим предлагает ведьмаку все, что тот пожелает. Что бы не решил Геральт, Гюнтер предложит вместе навестить Ольгерда и поподробнее узнать о его желаниях. После окончания разговора о`Дим удаляется по своим делам, а Геральт направляется в сторону усадьбы Гарин.
Когда Геральт прибывает на место то видит, как усадьба охвачена огнём, а одного из шайки Ольгерда собираются казнить свои же по приказу самого атамана. Если Геральт вступится за несчастного, то ему придётся биться с самим фон Эвереком, который помимо мастерского обращения с мечом ещё и владеет магией. И все таки ведьмаку удаётся выйти из боя победителем, отделив голову от тела противника. Но если Геральт решит оставить все как есть, Ольгерд объяснит, что приказал казнить своего же человека за убийство хозяина усадьбы. В этом случае дочь хозяина пронзит фон Эверека мечом в спину. В обоих вариантах развития событий выяснится, что Ольгерд фон Эверек является бессмертным, и его нельзя убить. Разговор ведьмака и предводителя «Кабанов» прерывает появившийся из неоткуда Гюнтер О`Дим. Он сообщает Ольгерду, что Геральт, хочет он того или нет, будет его помощником в осуществлении тех трёх желаний. Помимо этого о`Дим говорит, что именно Ольгерд превратил офирского принца в жабу. А все из-за того, что родители возлюбленной Ольгерда хотели выдать её за того самого принца. А когда Ольгерду наскучили мучения принца, то нанял ведьмака для его убийства. Когда О`Дим удаляется, Ольгерд и Геральт начинают обсуждать дело. Одно из желаний заключается в том, что Геральту надлежит достать фон Эвереку дом Максимилиана Борсоди. Другое желание касается младшего брата Ольгерда — Витольда фон Эверека. Геральту надлежит сделать так, чтобы Витольд повеселился так, как никогда в жизни. О третьем желании Ольгерд решает пока ничего не говорить Геральту, сказав, что тот сначала должен выполнить эти два. На выходе из имения Геральта встречает Гюнтер о`Дим и даёт пару советов насчёт выполнения желаний Ольгерда. Самым сложным, по словам Гюнтера, является развлечение брата Ольгерда, так как он уже несколько лет как мёртв. В качестве помощи о`Дим выдаёт Геральту пузырек с кровью Эвереков и предлагает провести Ритуал Призвания. А насчёт поиска тела Витольда Гюнтер советует сходить к Шани. По поводу желания с домом о`Дим лишь скажет об аукционном доме в Оксенфурте, которым владеет семья Борсоди, и предложит взять побольше наличных.
По совету Господина Зеркало Геральт навещает Шани, у которой собственная медицинская практика в Оксенфурте. После того как Шани изготавливает антидот из найденной в каналах слизи и отдаёт его солдатам, Геральт обращается к ней за помощью. Шани соглашается дать Геральту необходимую для Ритуала призыва кадильницу и находит информацию о фамильной усыпальнице Эвереков, где явно и захоронен Витольд. Геральт договаривается с Шани встретиться у поместья Эвереков, куда она и принесёт кадильницу. прибыв на место встречи Геральт замечает, как Шани плетёт свадебный венок. На вопрос ведьмака девушка отвечает, что венок для её подруги, которая выходит замуж. А ещё Шани приглашает Геральта быть её спутником на свадьбе. После этого Геральт входит в склеп, а сама Шани остаётся снаружи ждать возвращения ведьмака. Когда Геральт провёл ритуал, появляются все духи давно почивших Эвереков, кроме Витольда. Решив, что ведьмак использовал кровь убитого им же Ольгерда, давно почившие нападают на него. Как только ведьмак разбирается со злобными призраками, появляется сам Витольд фон Эверек.

## Отзывы критиков
| Сводный рейтинг | Сводный рейтинг | Сводный рейтинг |
| Издание         | Оценка          | Оценка          |
| Издание         | PC              | PS4             |
| --------------- | --------------- | --------------- |
| GameRankings    | 88,64 %         | 91,19 %         |

Hearts of Stone получили положительные отзывы от критиков, причём все три платформы получили «в целом благоприятные отзывы», согласно обзорному агрегатору сайта Metacritic. Игра выиграла 9/10 от рецензентов как в IGN, так и в GameSpot.
- Лучшее дополнение по версии Game Revolution (2015)
- Лучшее дополнение (выбор читателей) по версии IGN (2015)